# 五百旗头真
五百旗头真（日语：／ Iokibe Makoto，1943年12月16日—2024年3月6日），日本政治学者、历史学者、熊本县立大学教授，毕业于京都大学，主要研究日本政治外交史、日美关系。

## 生平
1943年，五百旗头真出生在大日本帝国兵库县西宫市，当时正是第二次世界大战即将结束的时候。
1962年，五百旗头真进入六甲高等学校读书，1967年，他从京都大学法学部毕业，1969年，他完成了同大学院法学研究科修士课程，1987年，他获得京都大学的法学博士。
1969年，五百旗头真去广岛大学政治经济学部担任助手，后来晋升为讲师、助理教授，1976年，他晋升为教授。1977年，担任該大学法学部教授。1981年，五百旗头真自广岛大学退官、神户大学法学部教授。1998年，他担任日本政治学会理事长，直到2000年。之后，他担任同法学研究系·国际合作研究系教授。2007年，五百旗头真从神户大学退职，只担任神户大学名誉教授，同时担任防卫省防卫大学校校长。2012年，他从該大学校退任，国分良成繼任。
五百旗头真现在担任熊本县立大学理事长。

## 家庭
父：五百旗头真治郎（经济学者、神户大学名誉教授）
兄：五百旗头博治（神学者、南山大学名誉教授）
儿子：五百旗頭薫（历史学者、东京大学法学部教授）
儿子：五百旗头真吾（经济学者、同志社大学商学部准教授）
甥：五百旗头健吾（情报通信学者、冈山大学大学院自然科学研究科助教）

## 弟子
- 簑原俊洋（神户大学大学院法学研究科教授）

- 服部龙二（中央大学综合政策学部教授）

- 高原秀介（京都产业大学外国語学部准教授）

- 村井良太（驹泽大学法学部准教授）

- 楠绫子（关西学院大学国际学部准教授）

- 井上正也（香川大学法学部准教授）

## 著作

### 独著
- 《政治史》
- 《美国的日本占领政策》
- 《日美战争及战后日本》
- 《秩序变更期的日本的选择》
- 《占领期》
- 《战争·占领·讲和》

### 合著
- 上山春平、野田宣雄、中西辉政《20世纪的战争》

### 编著
- 《战后日本外交史》

### 合编
- 《开战与终战：太平洋战争的国际关系》北冈伸一
- 《占领与讲和：战后日本的出现》北冈伸一
- 《二十世纪世界的诞生》下斗米伸夫